# Escudo de armas del estado Carabobo
El escudo de armas del estado Carabobo se compone de dos cuarteles:
En el interior está representada la pampa de Carabobo y en su centro se destaca una columna ática extendida hasta casi el extremo superior del otro cuartel. Simbolizando la que el Congreso de Cúcuta ordenó que se levantara en esa misma pampa, para conmemorar el triunfo que en ella obtuvieron las armas Patriotas el 24 de junio de 1821, fecha ésta que aparece inscrita en el pedestal de la misma. A sus lados derecho e izquierdo, se colocaron figuras representativas, una planta de café y otra de caña de azúcar, con la finalidad de indicar los dos grandes cultivos del Estado.
En el cuartel superior está representada una fortaleza circundada por el mar y asaltada por tropas de caballería, para rememorar la acción de armas de Puerto Cabello efectuada el 8 de noviembre de 1823. Los dos cuarteles están separados por una faja ancha de color amarillo, donde dice en latín: "Ocassus Servitutis" ("Ocaso de la servidumbre"), para significar que con el triunfo de Carabobo y el asalto de Puerto Cabello, quedó extinguida la dominación de España en Venezuela.
El escudo reposa sobre dos cornucopias entrelazadas y en su extremo superior aparece un sol naciente, simbolizando el nacimiento de la República.

## Otras Versiones del Escudo
- Archivo:Estampilla del Escudo del Estado Carabobo.

- Datos: Q5838435